# 伊藤銀行

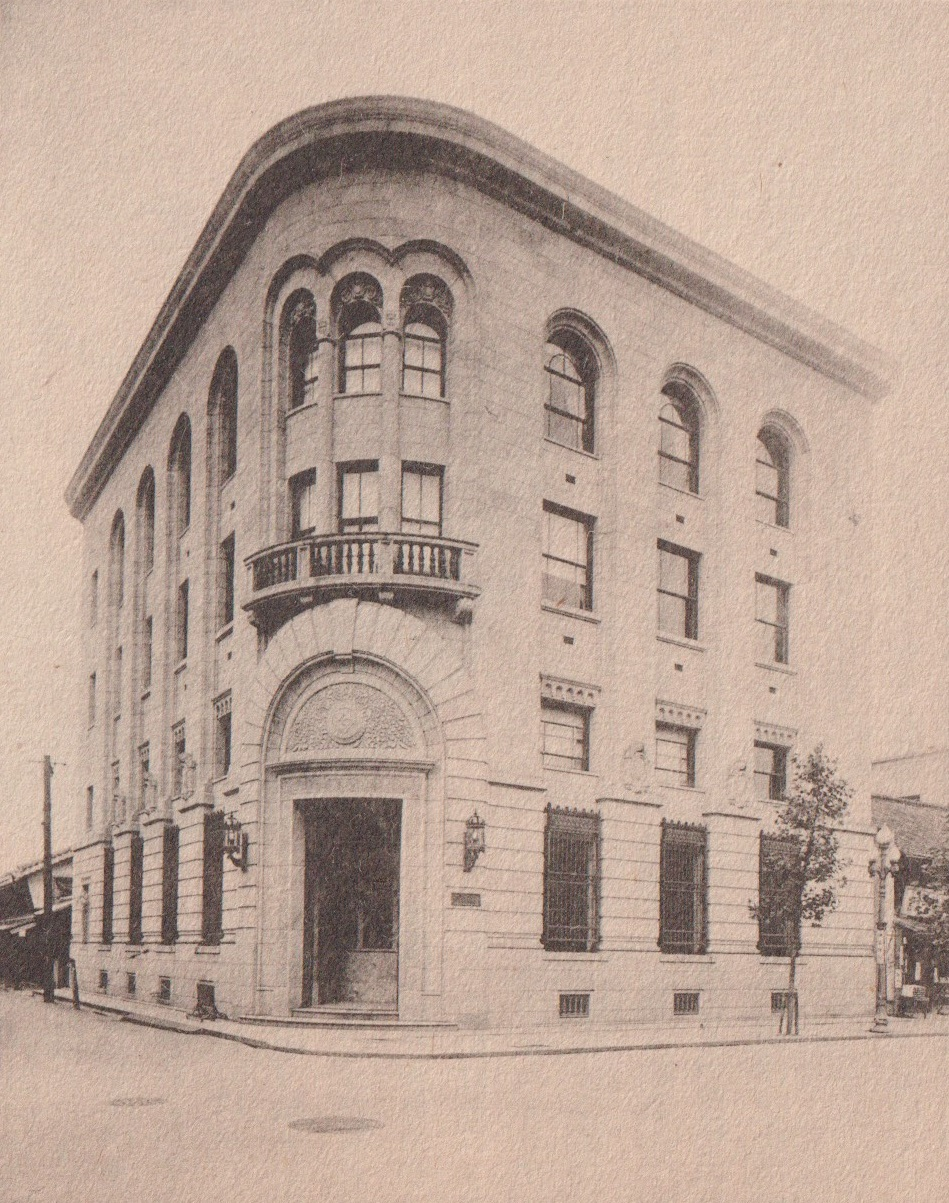
伊藤銀行本店

伊藤銀行（いとうぎんこう）は、明治期に愛知県名古屋市で設立された銀行で、東海銀行（現三菱UFJ銀行）の前身の一つ。
尾張藩御用達商人「いとう呉服店」（現松坂屋）当主である第14代伊藤次郎左衞門（祐昌）によって、名古屋最初の私立銀行として、1881年（明治14年）に資本金10万円で設立。その後、1941年（昭和16年）に名古屋銀行、愛知銀行と合併し、東海銀行を新たに設立。

## 沿革
- 1881年（明治14年）6月30日：設立
- 1881年（明治14年）9月1日：開業

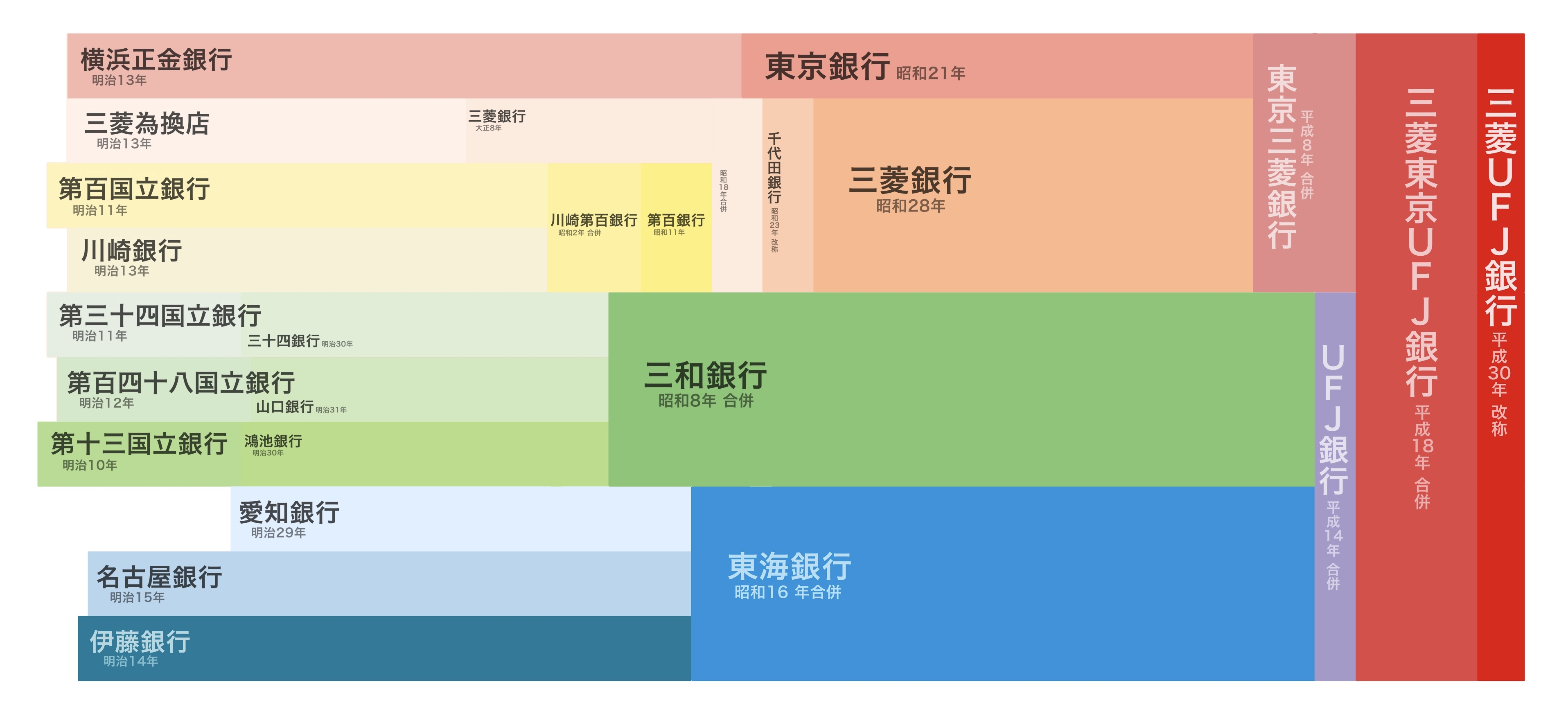
伊藤銀行は、東海銀行・UFJ銀行を経て現・三菱UFJ銀行の前身のひとつになっている。

- 1893年（明治26年）3月28日：伊藤貯蓄銀行を設立し、貯蓄預かり業務を同行に移管
- 1893年（明治26年）11月23日：株式会社組織に改組
- 1938年（昭和13年）12月5日：中埜銀行の営業譲受
- 1939年（昭和14年）11月20日：知多銀行の営業譲受
- 1941年（昭和16年）6月9日：愛知銀行、名古屋銀行と合併し東海銀行を新立

## 設立の経緯
伊藤家は、明治維新前から尾張藩の御用達として藩財政に関わり、維新後も伊藤為替方として三井銀行、第八国立銀行、第十一国立銀行と共に三河地区の公金を取り扱っており、国立銀行に替わり私立銀行が設立されることが可能になるに至って、設立に及んだ。

## 合併時の店舗
- 本店

名古屋市西区御幸本町通1丁目14番地
東海銀行設立後は、同行茶屋町支店。その後1973年（昭和48年）に袋町支店と統合し桜通支店と改称。
- 支店（22箇店）
- 出張所（16箇所）

## 合併時の役員
- 社長：第16代伊藤次郎左衛門（祐玆）
- 副社長：佐々部晩穂
- 常務取締役：久野真苗
- 取締役：伊藤銃次郎、岩佐義徳
- 監査役：伊藤鈴三郎、柏原孫左衛門、小林八百吉

## 歴代社長
- 初代：第14代伊藤次郎左衛門（祐昌）（1881年（明治14年）9月1日就任）
- 2代：第15代伊藤次郎左衛門（祐民）（1917年（大正6年）1月16日就任）
- 3代：第16代伊藤次郎左衛門（祐玆）（1933年（昭和8年）1月18日就任）

## 資本金推移
- 1881年（明治14年）9月1日：10万円（全額払込済）
- 1918年（大正7年）2月15日：100万円
- 1939年（昭和14年）7月24日：200万円